# Santiago del Arrabal (Toledo)
Die Kirche Santiago del Arrabal in der ehemaligen spanischen Hauptstadt Toledo gehört zu den weniger bekannten Sehenswürdigkeiten der Stadt. Sie ist dem Apostel Jakobus dem Älteren geweiht und befindet sich im nördlich des Zentrums gelegenen Stadtteil Arrabal (wörtlich ‚Vorort‘) unweit der Puerta de Bisagra. Die im Mudéjar-Stil erbaute Kirche ist Teil der Altstadt von Toledo, die in ihrer Gesamtheit von der UNESCO als Weltkulturerbe anerkannt wurde.

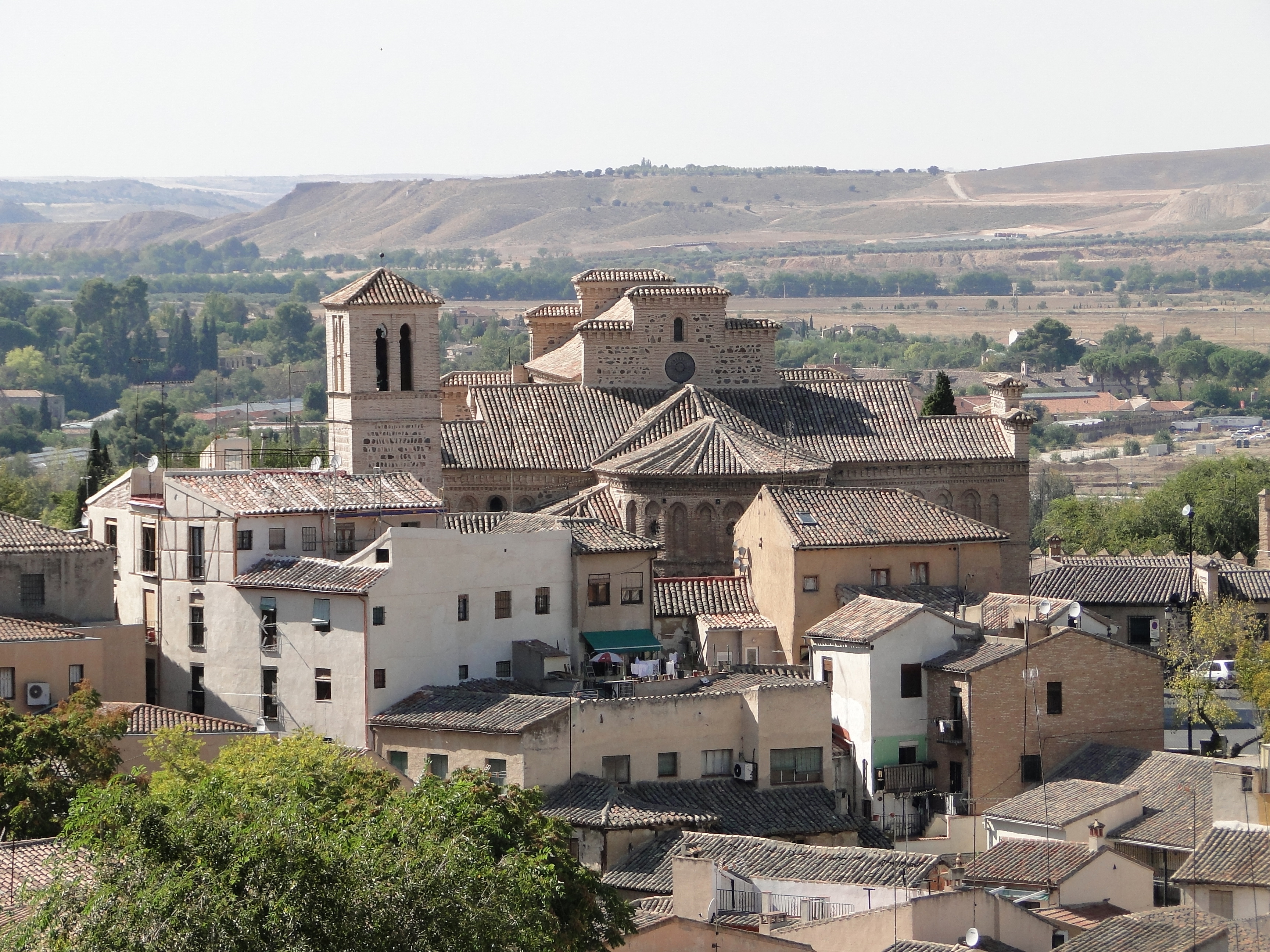
Iglesia de Santiago del Arrabal, Toledo

## Baugeschichte
In mittelalterlichen Chroniken wird erwähnt, dass bereits König Alfons VI. von León nach der Einnahme Toledos im Jahr 1085 eine bereits an diesem Platz stehende Moschee in eine Santiago, dem geistigen Anführer der Reconquista, gewidmete christliche Kirche umweihen ließ. Den Auftrag zum Abriss und Neubau dieser Kirche erteilte der sich im Jahr 1247 im Exil in Toledo aufhaltende portugiesische König Sancho II., der jedoch bereits am 4. Januar des Folgejahrs verstarb. Die Arbeiten der wohl überwiegend maurischen Handwerker stockten bis in der zweiten Hälfte des 13. Jahrhunderts der Santiagoorden sich des Bauwerks annahm, das um 1265 vollendet wurde, denn aus diesem Jahr stammt der älteste Grabstein im Innern der Kirche.

## Architektur

### Steinmaterial
Aufgrund des verwendeten Steinmaterials (Ziegelsteine und Bruchsteine) sowie des Apsis- und Fassadendekors ist anzunehmen, dass maurische Handwerker (mudéjares) die Kirche errichteten oder zumindest entscheidend an ihrer Errichtung beteiligt waren, denn die gotischen Spitzbögen im Innern und die – für spanische Kirchen der damaligen Zeit – enorme innere Höhe des Bauwerks von etwa 14 Metern waren in Al-Andalus unbekannt und zeigen deutliche mitteleuropäische Einflüsse.

### Außenbau

#### Chorbereich

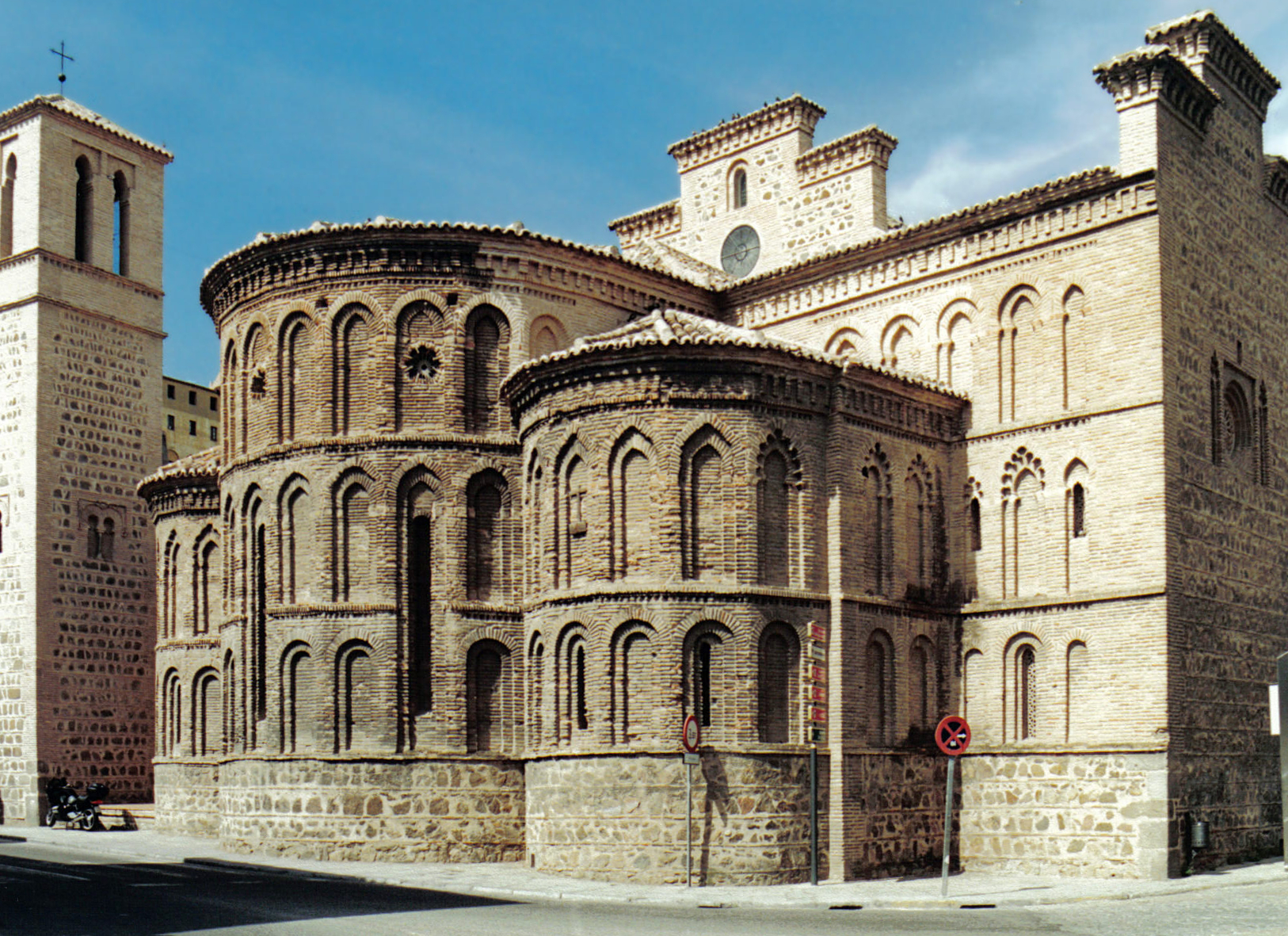
Querhaus, Apsiden und Turm

Die drei an ein Querhaus anschließenden Apsiden sind aus Ziegelsteinen gemauert und zeigen ein durchgehendes und weitgehend identisches Dekor bestehend aus übereinander gestaffelten, zumeist fensterlosen Spitzbogenarkaden. Bei genauerem Hinsehen zeigen sich jedoch kleinere Unterschiede – so werden die beiden unteren Ebenen der Mittelapsis durch drei schlanke und hohe Fenster zusammengebunden und einige Bögen der Nordapsis sind als Zacken- oder Vielpassbögen ausgebildet. Die Geschossgliederung der Apsiden setzt sich am Querhaus fort. Wie ältere Fotos zeigen wurde die Mittelapsis im 16. Jahrhundert wegen des Einbaus eines größeren Altarretabels um ein äußerlich völlig schmuckloses Geschoss erhöht, welches aber im 20. Jahrhundert wieder entfernt wurde.

#### Turm
Der untere Teil des Turms wird dem 11. oder 12. Jahrhundert zugeschrieben und stammt somit von einem Vorgängerbau – er ist allseitig geschlossen und wird nur von kleinen Rundfenstern im Untergeschoss und Zwillingsfenstern (ajimez) in der Mitte durchbrochen; die Bögen der letzteren werden von einem Rechteckrahmen (alfiz) gerahmt. Das Obergeschoss ist hingegen durch deutlich breitere und höhere Zwillingsfenster geöffnet.

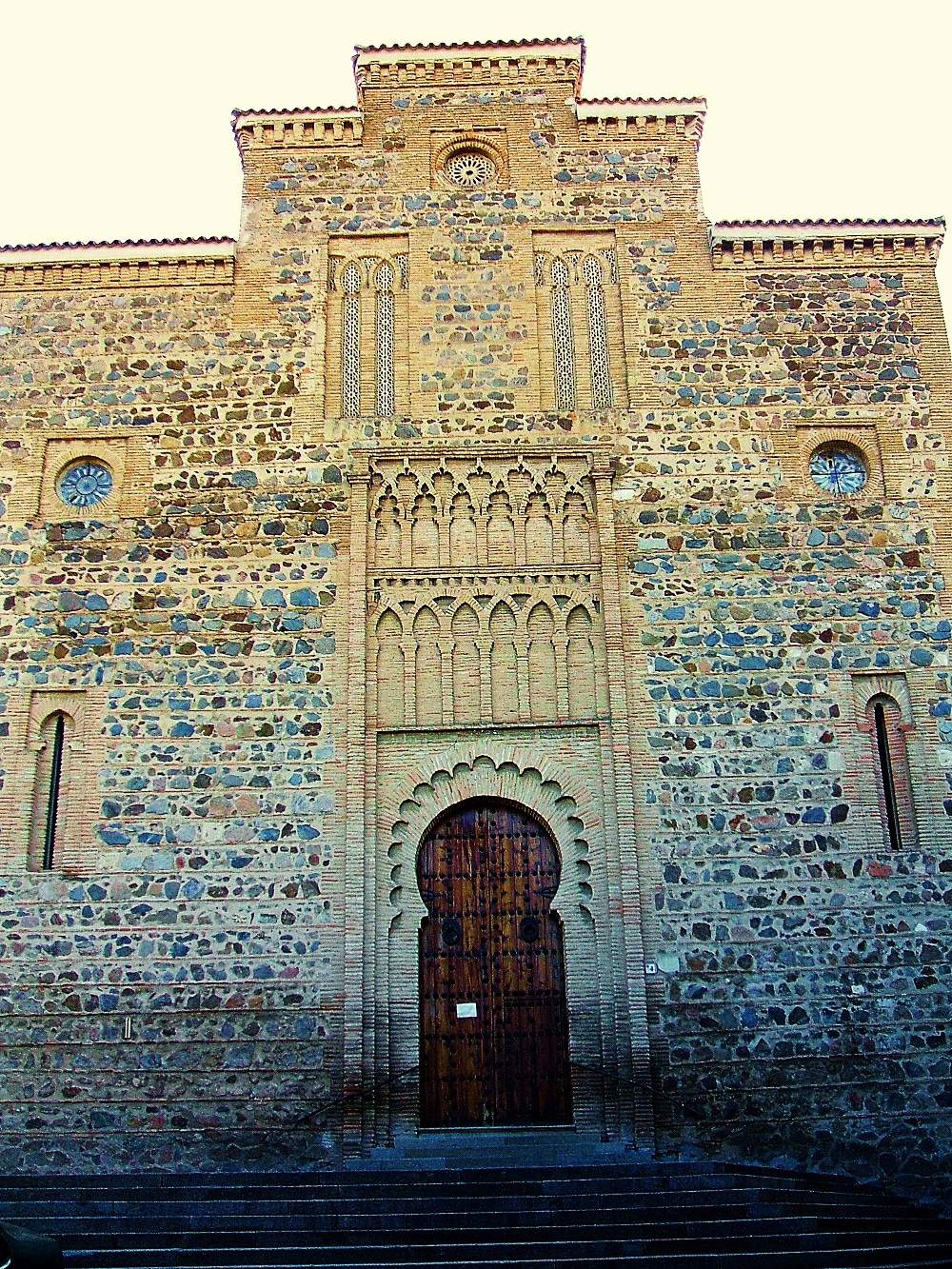
Westfassade

#### Westfassade
An der überwiegend aus Bruchsteinen bestehenden aber von gemauerten Eckeinfassungen aus Ziegelstein gerahmten und stabilisierten Westfassade sind weder dominierende horizontale noch vertikale Gliederungen (Gesimse, Friese, Säulen, Lisenen etc.) zu erkennen. Der Mittelteil ist allerdings durch Dekorelemente optisch etwas hervorgehoben. Er besteht – wie auch die seitlichen Fensterrahmungen – ausschließlich aus Ziegelsteinen und zeigt Felder mit sich potentiell endlos überschneidenden Blendbögen. Das Portal besteht aus einem inneren Hufeisenbogen und einem rahmenden Vielpass-Blendbogen, der wiederum von einem rechteckigen Rahmen (alfiz) eingefasst wird. Der Giebel ist abgetreppt und wiederholt sich in ähnlicher Form über dem Querhaus.

### Inneres
Das dreischiffige Innere der Kirche ist geprägt von schlanken hohen Spitzbogenarkaden und von offenen hölzernen Dachstühlen; an einigen Balken der letzteren finden sich noch Reste von Inschriften mit arabischen Schriftzeichen. Die Außenwände bestehen aus Bruchsteinen, welche in regelmäßigen Abständen von Ziegelsteinlagen, die der Stabilisierung dienen, unterbrochen werden; die Pfeiler sind ausschließlich aus Ziegelsteinen gemauert. Kapitelle gibt es in der Mudéjar-Architektur üblicherweise nicht – stattdessen finden sich Kämpferplatten am oberen Ende der Pfeiler im Übergang zu den Bögen der Arkaden. Das Innere der Kirche war jahrhundertelang verputzt und wurde erst im 20. Jahrhundert in den ursprünglich(?) steinsichtigen Zustand zurückversetzt.

## Ausstattung
Zur Ausstattung gehören ein romanisches Taufbecken, eine mit verschiedenen abstrakt-kurvilinearen Dekorelementen überzogene Kanzel aus dem 14. Jahrhundert, das Altarretabel aus dem 16. Jahrhundert sowie mehrere Grabplatten.